# Gerulf
Gerulf I., auch Gerulf der Ältere († nach 856) war ein Graf in Mittelfriesland und Ahnherr des holländischen Grafenhauses.

## Leben
Der Friese Gerulf war der Sohn des Grafen Dietrich. Zur Zeit Kaiser Ludwigs des Frommen als dessen Vasall Graf von Mittelfriesland und Vogt der Friesen, die zwischen Flie und Weser wohnten. Schon am Anfang seiner Regierung hatte Ludwig der Fromme durch einen Gnadenakt den durch seinen Vater unterworfenen Friesen dasjenige zurückgegeben, was sie infolge ihrer Aufstandsversuche verloren hatten. Diese Maßregel machte den Kaiser bei der friesischen Bevölkerung populär, schwächte aber die Stellung der friesischen Grafen gegenüber der Bevölkerung. Später sorgte Ludwigs schwächliche Politik den Normannen gegenüber für weitere Verstimmung. Im Jahre 826 räumte er einen Teil des friesischen Gebietes, das der Graf von Mittelfriesland zu schützen hatte, dem dänischen Kronprätendenten Harald Klak ein. Harald erhielt Rüstringen, am linken Ufer der unteren Weser, um dort eine Zufluchtsstätte vor den feindlichen Anschlägen seiner Verwandten zu haben. Dies beeinträchtigte die Machtsphäre des Grafen von Mittelfriesland empfindlich. Gerulf schloss sich vermutlich in dieser Zeit der Opposition gegen den Kaiser an.
Mit einer Urkunde des Kaisers, die am 8. Juli 839 im Kreuznacher Königshof ausgestellt wurde, ist belegt, dass es auch in Mittelfriesland zur Erhebung gegen den Kaiser gekommen war. Während der Streitigkeiten Kaiser Ludwigs mit seinen Söhnen hatte sich Graf Gerulf wohl stark an der aufrührerischen Bewegung gegen Ludwig beteiligt, jedenfalls hatte er seine Lehen verloren und seine Eigengüter waren konfisziert worden. Er erhielt am 8. Juli 839, also nach der Ende Mai in Worms erfolgten völligen Aussöhnung zwischen Kaiser Ludwig und seinem Sohn Lothar, seine Eigengüter zurück. Gerulf stand vermutlich auf Lothars Seite. In der Urkunde werden die Gerulf zurückgegebenen Güter in und um Leeuwarden, sowie Güter im Westrichgau, also in dem Bezirk zwischen Flie und Lonbach erwähnt.
Vermutlich ist Gerulf mit den Stiftern Corveys familiär verknüpft gewesen. Es wird angenommen, dass Gerulf eine Tochter des Wala, der Abt von Corbie und Corvey wurde, geheiratet hat.

## Nachkommen
Gerulf hatte folgende Kinder:
- Graf Gerulf von Kennemerland († 896)
- Graf Gerhard
- Gunthar von Köln († 873), Erzbischof von Köln
- die Mutter des Bischofs Radbod von Utrecht († 917)